# Amal Fashanu
Amal Fashanu (Londres, 21 de octubre de 1988) es una periodista, presentadora de televisión y diseñadora de moda británica. Ha tenido presencia en los medios masivos de comunicación del Reino Unido y de España. Su documental Britain's Gay Footballers la convirtió en una activista contra la homofobia en el ámbito deportivo.

## Biografía
Amal Fashanu es hija del exfutbolista y presentador de televisión inglés John Fashanu y de la modelo española Marisol Acuña. Estudió en la Saint Christina's School de Londres y en el Runnymede College de Madrid. Se desempeñó como tutora de los hijos de David Beckham y Victoria Adams, en la época en que el futbolista inglés jugaba para el Real Madrid.
Alcanzada la mayoría de edad, regresó al Reino Unido para diplomarse en Comunication and Media Studies en la Universidad Brunel. Alternando sus estudios con diversos trabajos como modelo profesional para la agencia D1, se graduó con un trabajo final sobre el abordaje que la prensa hizo sobre la muerte de su tío Justin Fashanu, un deportista homosexual al cual ella muy apegada.
Su tesis le sirvió de base para desarrollar el documental Britain's Gay Footballers, producido y transmitido por la BBC 3. Allí ofrece un panorama sobre la homosexualidad en el mundo del fútbol inglés, entrevistando a gente vinculada al ambiente. La obra fue ampliamente elogiada y resultó nominada a los British Broadcasting Awards. Incluso el Primer Ministro David Cameron la invitó a una reunión para que se sumase a una campaña gubernamental para combatir la discriminación en el deporte.
Fashanu pasó a dirigir la Justin Fashanu Foundation y creó la marca Black Heart Label, para promover el activismo antirracista y antihomofóbico a través de la moda. 
Produjo dos documentales más: The Batman Shootings (2012) y Find a Home for My Brother (2015), ambos auspiciados por la BBC. En el primero aborda la masacre de Aurora de 2012, mientras que en el segundo recoge el testimonio de personas con dificultades en el aprendizaje y sus familiares tanto en el Reino Unido como en Ghana. Paralelamente a ello, consolido su carrera periodística empeñándose como colaboradora en diferentes medios audiovisuales (BBC News, BBC Radio, Skynews, Skysport) y escritos (Huffington Post, BBC Blog, The Guardian).
Retornó a España para estudiar un master de diseño de cuero y bolsos en la sede madrileña del IED. Durante su estadía en la capital española colaboró en el programa Viva la Vida, emitido por la señal Telecinco.
En 2022 comenzó a incursionar en la industria musical como cantante, lanzando la canción y el videoclip "Detty December".